# بني صالح (مذيخرة)

تعديل مصدري - تعديل

بني صالح محلة تابعة لقرية الشرقي، التابعة لعزلة الاشعوب بمديرية مذيخرة إحدى مديريات محافظة إب في الجمهورية اليمنية، بلغ تعداد سكانها 59 حسب تعداد اليمن لعام 2004.